# Гуломзода, Шохзод
Шохзод Худодаги Гуломзода (28 февраля 1994) — российский бадминтонист. Заслуженный мастер спорта России.

## Карьера
С детства живёт в Москве, его семья является выходцами из Таджикистана. Обладает глухотой, которую заметили довольно поздно, когда Гуломзода уже пошёл в школу.
Является многократным чемпионом России по бадминтону среди глухих. В 2013 году стал чемпионом Сурдлимпийских игр в Софии в одиночном разряде, а также взял серебро в миксте в паре с Ольгой Штайгер. Был удостоен звания заслуженного мастера спорта России. Также представлял сборную России на играх 2017 года, где выиграл бронзовую медаль в одиночном разряде и серебро в командном турнире.
Также принимает участие в общих соревнованиях без ограничений по здоровью. Он становился бронзовым призёром чемпионата России 2017 года в одиночном разряде и занимал третье место на Кубке России в 2017 и 2023 годах.